# 最弱無敗神裝機龍
《最弱無敗神裝機龍》是明月千里撰寫，春日步繪製插畫的日本輕小說作品。由SB Creative的GA文庫發行，已發售全部的20卷。從第17卷開始，改由村上ゆいち負責本作插畫。
2014年7月開始在史克威爾艾尼克斯的網路漫畫配信網站「GANGAN ONLINE」連載漫畫，由唯浦史作畫。2015年5月發表改編電視動畫的消息。2015年10月11日官方公佈了該動畫於2016年1月開播。

## 故事
滅亡帝國的舊皇子路克斯某天在追趕偷錢包的貓時，無意間掉入了王立士官學園女子宿舍的大浴池，並且撲倒了亞提司瑪特新帝國的公主莉姿夏爾蒂，後來作為懲罰而與莉姿夏爾蒂展開裝甲機龍決鬥，兩人決鬥時突然出現了幻神獸，因為路克斯展現了強大實力擊倒幻神獸，而受到莉姿夏爾蒂的注意，並要他轉入這間只有女性能就讀的學校。

## 登場角色

### 主要角色
路克斯·阿卡迪亞（Lux Arcadia，聲：田村睦心）
本作男主角，滅亡的阿卡迪亞帝國第七皇子，神裝機龍〈巴哈姆特 Bahamuth〉的使用者，平常帶著兩把機裝劍，一把為特殊改造的〈飛翔機龍 Wyvern〉，另一把為巴哈姆特的。
五年前的政變中阿卡迪亞帝國被亞提司瑪特新帝國推翻，但卻得到亞提司瑪特新帝國的特赦，不過代價是要成為國民的雜役。
由于某个契机，他开始在只有女学生的城塞都市·克罗斯菲德的王立士官学园二年级就读，并接受女生们的各种委托。受到學園的女學生們及其他眾多女生的喜歡，但本人卻對男女關係頗為遲鈍。
身体素质强，可以躲避一般机龙的攻击。
在帝國時期，是以十二歲的史上最年少年齡得到機龍使執照的紀錄保持人。
而在新帝国举办的装甲机龙官方模拟战中，也是出场次数最多的人，但每次战斗只是闪避和防御，完全不攻击对手，因此他的所有战绩都是平手，未曾输过却也未曾赢过，故得到“最弱无败”的称号。
平常使用的飛翔機龍其實是為了熟練使用巴哈姆特故不攻擊，因此改裝上厚重的裝甲，被莉夏批評是「很俗的破爛機龍」。操作上以閃躲和看穿對手攻擊為重，七龍騎聖副隊長「蒼藍暴君」臆測路克斯也會藉此模仿其他機龍使的招式。
五年前駕馭著〈巴哈姆特〉參與革命軍推翻帝國的戰爭，擁有名為「即擊」的絕技。因在一夜之間擊敗帝國1200名機龍使而成為傳說，但因為身份必須保密所以一般人以黑色的神裝機龍為註記，稱其為「黑色英雄」。再次遇到夜架時夜架提醒他其實他駕馭著〈巴哈姆特〉就能毀滅整個亞提司瑪特新帝國並復興阿卡迪亞舊帝國，且表示自己沒在開玩笑。
其記憶有本人也無法察覺的改寫，被拉·可兒雪說時間到了，他的記憶就會復甦。
第6成為「七龍騎聖」之一，亦是成員第二年輕的，輔佐官為賽莉絲緹雅。在七龍騎聖本來跟夜架和賽莉絲告白並成為情侶，但最後這些記憶被消除，可她們最後卻又回到他身邊。
莉姿夏爾蒂·亞提司瑪特（Lisesharte Atismata，聲：Lynn）
本作女主角之一，亞提司瑪特新帝國的第一公主，通稱「朱紅戰姬」，神裝機龍〈迪亞馬特 Tiamat〉的使用者。
王立士官學園頂尖二年级的機龍使，在校內舉辦的對戰中有著未吞下敗仗的成績。同時也是優秀的技術開發者，目前在機龍研究開發所「工房」擔任所長，並且已開發出自己研究的原創裝甲機龍。
因意外事件初遇路克斯时，以为他发现了自己腹部烙有旧帝国标志的秘密。在路克斯被学园抓到后对他提出决斗，意欲趁机封他的口。在决斗中出现幻神兽乱入事件，她在路克斯的策略和配合下消灭了幻神兽，自此之后对路克斯的看法有了非常大的改變，并极力促成了路克斯的入學。喜歡路克斯，但與男性接觸少而對男女之情缺乏抵抗力，在他面前會露出少女情懷的嬌羞模樣。
幼時曾被帝國軍捕獲，而被作為革命軍首領的父親捨棄，一度被培育為帝國的暗殺者，但是卻因為父親與妹妹的戰死而在革命後再次被拱上公主之位，因此對於公主的頭銜感到極為不適應。
路克斯的兩架機龍都由她負責做維修與調校，有時會因應路克斯的要求開發武器，像是路克斯的壁障牙劍，和在王都模擬戰時制作的黑色飛翔機龍。對鑽頭有著莫名的堅持，喜歡幫路克斯的機龍裝上鑽頭，讓路克斯煩惱不已，因此最終改了回來。
菲爾菲·愛格蘭姆（Philfy Aingram，聲：久保百合花）
本作女主角之一，愛格蘭姆財團的次女，路克斯的青梅竹馬，学园二年级，神裝機龍〈堤豐 Typhon〉的使用者。
不擅表達感情，普遍性格冷淡寡言，但對於在意的對象會馬上使用暱稱稱呼對方。
巨乳，嗜甜食如命，而且十分我行我素。性格随和，不过一旦涉及到某些事物（尤其是路克斯）的时候，她的主张会变得坚定，且绝不退让。
称呼路克斯为“小路”，同时要求路克斯称呼自己为“小菲”，否则就不理路克斯，從小就很喜歡路克斯，這種喜歡可以說是非他不嫁的程度。
在阿卡迪亚帝国时期，被迫进行了军方的人体实验。遭海茲投入了13％終焉神獸寄生體的力量，成為尤克特拉希爾的傀儡，在路克斯破壞掉尤克特拉希爾後恢復自由，但還是會受到角笛影響。
集訓時由愛理負責訓練她的對角笛耐受度，並接受路克斯的建議，在戰鬥中放鬆身體以便進行持久戰。
在對角笛的聲音產生抗體後可以短暫的以自己的意志幻神獸化進行戰鬥。
庫露露席法·恩芙爾克（Krulcifer Einfolk，聲：藤井幸代）
本作女主角之一，從北方的優密爾教國前來王立士官學園就讀的留學生，就讀二年級，恩芙爾克伯爵家的大小姐，神裝機龍〈法夫納 Fafnir〉的使用者。
能力與美貌皆是學園中一流的存在，機龍適性也是數一數二的高。性格有如大人般穩健且看似有些冷淡，很在意與其他女孩比較起來小了許多的胸圍。
“婚约事件”中与路克斯假扮情侣，并在之后喜欢上他，為第二個与路克斯接吻的女孩（第一次是幼時被青梅竹馬菲爾菲奪走初吻）。
实际上她只是恩芙尔克家族收养的女儿，且并非现时代的人类，而是从位于优密尔教国的“遗迹”中发现的幸存者，是属于遗迹的人类。同时她也是能开启遗迹第三层的「鑰匙管理者」。曾為了獲得家人認同而十分努力，但反而更受到其他兄弟姊妹的疏遠。
在集訓時接受路克斯的建議，因駕駛的法夫納有攻擊力不足的狀況，故學會了攻擊要直接命中對手弱點，或是抓住對手靠近的時機發動攻擊，以求造成最大傷害。
在優密爾教國和被洗腦的梅露一戰，庫露露席法將遺蹟的古代書籍和法夫納結合，讓「法夫納」的神裝覺醒，與遺蹟出生的庫露露席法完全結合，除了原有的〈財禍睿智〉之外，隱藏的〈炯眼〉也覺醒，最終擊敗暴走中的梅露。
事實上，當初會被兄弟姊妹疏遠的原因是被優密爾教國的一些王公所唆使，庫露露席法的養父逼不得已，只好把庫璐璐席法帶入遺跡，沒想到她因此而暴走。她的養父為了避免庫露露席法繼續暴走，擋住了庫露露席法，也因此右手受傷，從此之後家族就開始疏離庫露露席法。直到擊退「龍匪賊」和擋住被控制住的梅露之後，家人才慢慢接受庫露露席法。
現為梅爾的輔佐官。在離開優密爾教國時與路克斯告白，但路克斯沒有回答庫露露席法，直到世界被竄改後她才真的到了路克斯身邊。
賽莉絲緹雅·蘭格莉思（Celistia Ralgris，聲：種田梨沙）
本作女主角之一，四大貴族之一蘭格莉思家的大小姐，王立士官學園的三年級生，騎士團的團長，神裝機龍〈凜德龍蟲 Lindworm〉的使用者。
因討厭男性而聞名，但實際上只是不擅長跟男性說話，也不知怎去了解男性的心情以及往來方式，所以本人並非真的完全討厭男性。有着金色的长发及傲人的胸部，平时对人很严厉，却意外是个笨拙而单纯的女孩。
从王都返回后，傳聞讨厌男性的信念出了名的她，导致路克斯进入学园一事再度成了为问题，與路克斯在討伐終焉神獸的波賽冬事件結束之後，路克斯已得知外祖父的死因，還有為什麼賽莉絲緹雅會讨厌男性的事。
幼年时受路克斯的外祖父维德·羅德貝爾特的教导，然而因自己轉述了平民的困境導致维德向皇帝進言後被捕下獄而死，令其愧对路克斯。
在保澤里多被捕後原本是要接手討伐復活的终焉神兽的波塞冬，面對路克斯的自願協助採取拒絕態度。
其實心中早已決定，為了保護路克斯甚至願意犧牲自己的生命，連想將他逐出學園也是為了讓他遠離機龍與紛爭。
王立士官學園內最強的機龍使，不論何時都能採舉最適當的行動，被人稱為「機動定式」，亦擁有少見的不吟唱頌詞就直接著裝的精準度，擁有絕技「重擊」，而在合宿之後受到路克斯的建議又研發出第二絕技「交叉重擊」。
對自己有著極高的要求，透過嚴苛的自主訓練而獲得了貨真價實的學園最強實力。單論機龍使能力的話足以與夜架、路克斯匹敵，但因為人過於正派因此無法像夜架那樣為達目的而不惜代價與手段，也因為個性過於耿直，無法像路克斯那樣洞察戰局走向後謀定策略與計謀，因此在面對卑劣的奸謀時會處於被動。
受父親之命，必須要將路克斯帶回家族；而路克斯兄妹也是受到其家族的監視。第6卷成為路克斯「七龍騎聖」的輔佐官。第八卷中，因為不瞭解男女關係，把喜歡路克斯當成自己病了而刻意躲避對方。在與路克斯一起擊敗後人形幻神獸「聖蝕」後，在學園長辦公室中成為了第三個與路克斯接吻的女孩。
被路克斯告白後與他交往，是女生中第一個被路克斯表白的，答應路克斯的表白後希望以後兩人獨處時直呼其名，但因後來世界被竄改而不記得，可最終她還是回到了路克斯身邊。
切姬夜架（Kirihime Yoruka，聲：石上靜香）
本作女主角之一，被帝國所滅的東方島國「古都國」的公主，同時是該國最強的機龍使，神裝機龍〈夜刀神 Yato no Kami〉的操縱者。
原名羽羽斩夜架，曾是东方岛国·古都国的公主，因为天生对杀人毫不踌躇的精神缺陷以及不寻常的战斗才能，而被别人称为“切姬”，在與路克斯初次見面時就已經判斷出路克斯擁有強大的實力。
在古都國与阿卡迪亞帝國的戰爭中，憑著強大的戰力令帝國無法取得決定性的勝利，但是古都國卻已經無法承受持續的消耗戰，最後為了保護作为皇帝的双胞胎弟弟而與舊帝国的皇帝締結契約，效忠阿卡迪亞帝國，但弟弟却被手下重臣所杀而失去亲人的羁绊，此後只将對帝國的尽忠作为人生信仰。
旧帝国时期为帝国在外征战，曾單獨一人消灭了终焉神兽之一的波塞冬，人稱「帝國的凶刃」，但因为实力太强引发旧帝国重臣的忌讳，被幽闭在孤岛上。后通过利用新王国的某位侯爵而得以离开（動畫版中改為憑殺人而成功逃獄）。
对旧帝国的忠诚度非常高，在找到路克斯后，向他表达了希望他复兴旧帝国的愿望，在得知路克斯沒有復興舊帝國的意圖後便放棄了路克斯，但卻想擁立愛理為傀儡王，且還打算之後在憑借一己之力將所有企圖操弄愛理的所有存在全部斬殺。
在知情的人們認知中是與「黑色英雄」並列最強的傳說中的機龍使，為了向路克斯展現實力而在新王國的模擬戰中出賽，以壓倒性的實力一天內連戰十場，將排行榜上的前十名全數擊敗，作為機龍使與路克斯不相上下，憑著自身的探索便習得三大奧義，而除此之外還身懷絕技「極擊」。其強大的實力曾一度將路克斯逼上絕路。
在與路克斯對戰戰敗後了解了路克斯的想法，反過來終止巨兵毀滅新帝國的行動，對於至今仍然在努力打造自己心中的理想國家的路克斯再次奉上自己的忠誠。
稱路克斯為「御主」，僅服從路克斯一人的命令，但老是做過頭，且還想生下他的子嗣。
目前暫時進入王立士官學校寄讀，但是除了僅蕾莉、路克斯和愛理可以命令之外，其餘人等的命令都不會接受。
被莉夏等人稱呼為：「好色女（工口女）」。至於在其他女角陷入危機會去保護的原因竟是：「不能讓未來會為主人（路克斯）產下後代的後宮（？）死亡」。在小說第15卷中路克斯真心覺得夜架很可愛，並提岀與夜架之間的關係能和正常人一樣且進一步交往。被路克斯告白後與他交往，但因後來世界被竄改而不記得，可最終她還是回到了路克斯身邊。

### 王立士官學園
愛理·阿卡迪亞（Airi Arcadia，聲：小澤亞李）
舊帝國皇族的倖存者，路克斯的妹妹。王立士官學園的一年級生。
本身並不會操作機龍，因为身体质素较弱，所以没有机攻壳剑和装甲机龙，但是机龙的适应值非常高，藉由處理其他文獻資料的方式幫忙其他機龍使，是以成为文官为目标。在解讀遺跡裡發掘的古文書技術上不會比專門的文官遜色。
每次兄妹斗嘴都是她完胜路克斯，路克斯在她面前总是抬不起头，但其实非常关心哥哥。
對路克斯懷有兄長以外的情感，在遺跡中發現的古文書讓她開始在懷疑兄妹二人到底是何種存在，但拼命隱瞞。
諾珂特·理芙蕾特（Noct Leaflet，聲：高橋李依）
王立士官學園的一年級生。三和音其中一人。使用的機龍為《特戰機龍》。
愛理的同學，平時負責保護與監視愛理。平時面無表情，有著說話時會以「Yes」和「No」當開頭的癖好。
謝里絲·巴爾特席芙托（Shalice Balshift，聲：內山夕實）
王立士官學園的三年級生。與媞爾琺、諾珂特是兒時玩伴，三人並稱三和音。使用的機龍為《飛翔機龍》。
父親是新王國軍的副司令官，三人中最為年長，因此成了三人中的領導者。因為有著很強的正義感而在學園裡擔任警備職務。與賽莉絲是室友。
媞爾琺·里爾密特（Tillfur Lilimit，聲：井澤詩織）
王立士官學園的二年級生。三和音其中一人。個性開朗，擅於打聽小道消息。使用的機龍為《陸戰機龍》。
蕾莉·愛格蘭姆（Relie Aingram，聲：日笠陽子）
愛格蘭姆財團的長女，菲爾菲的姐姐，王立士官學園的學園長。與路克斯是舊識，经常拿路克斯和菲尔菲开玩笑。非常关心菲尔菲，知道菲尔菲被舊帝國植入了幻獸的秘密，为了保护妹妹可以不惜一切代价。
其能力受到羅菲女王的信賴，加上財團的力量讓她在王國中有著莫大的權力和無數的人情交往。
有心將菲爾菲與路克斯湊成一對，在路克斯為住宿而苦時直接讓路克斯與妹妹一起合宿。
目前因為私自調查方舟而受到賽莉絲的監視，並拚死守護妹妹是幻神獸的秘密。
萊格莉·巴爾哈特（聲：中原麻衣）
王立士官學園的教官，於舊王國時期也是少見的女性機龍駕駛。因為有著在政變中站在新王國一方而戰的經歷而在學生中有著高人氣。

### 亞提斯瑪特新王國
羅菲女王（聲：進藤尚美）
莉姿夏爾蒂的叔母，亞提司瑪特新王國的女王。知晓路克斯的真实身份，并采取措施帮他保守秘密。
代替在政變中戰死的弟弟成為女王，並將弟弟留下的女兒莉夏立為繼承人和王國公主。
因為需要仰賴四大貴族維持統治的緣故，所以無法對其採取強勢的態度。
那魯夫（聲：松岡禎丞）
亞提司瑪特新王國的宰相。
巴爾特席芙托（聲：斧篤志）
新王國軍副司令官，謝里絲的父親。

#### 四大貴族
瓦格·克洛伊查（聲：速水獎）
四大貴族之一克洛伊查家的家主。
是個野心家，有著在舊帝國時期暗中儲備軍力好取代舊帝國的傳聞。
討伐終焉神獸時推薦兒子保澤里多，並要求羅菲女王在保澤里多完成任務時給予將軍地位，最後因為保澤里多被逮捕而不了了之。
保澤里多·克洛伊查（Balzeride Kreutzer，聲：間島淳司）
四大貴族之一克洛伊查家的嫡子，神裝機龍〈艾基·達哈卡〉的使用者。
實力堅強，两年之前机龙使军官学校的首席毕业生，在王國舉辦公式模擬戰排名第三，擁有「王國霸者」之稱。
他是艾露堤莉泽选定的、库露露席法的婚约对象。但他只是看中了库露露席法具有开启遗迹的钥匙的能力，将她视作道具而已。
與路克斯的戰鬥中運用〈艾基·達哈卡〉的神裝奪取了〈財禍叡智〉、〈暴食〉，一度壓制路克斯。但是對於自己的能力過於自滿而被路克斯以「強制超越」擊敗，連祕密安排的私兵軍團也被莉姿夏爾蒂與菲爾菲等人擊潰，最後在罪證確鑿被關入大牢時被海茲暗殺。
迪斯特·蘭格莉思（聲：竹内良太）
四大貴族之一蘭格莉思公爵家的家主。賽莉絲緹雅的父親。
眉清目秀的壯年男性。在四大貴族中是最剛直誠實的人，除了軍務外的事務都不會發表其意見。
佐寡·夏魯托斯特（聲：田中完）
四大貴族之一夏魯托斯特的家主。
眼窩深陷，有著如同骷髏般的長相，個性狡獪，會為了自己的利益犧牲他人。
雖然年事已高，但是野心不小，有著自己的情報網，是羅菲女王認為四大貴族中最須警惕的人。似乎對路克斯就是黑色英雄的事有所猜測。
巴葛萊薩·加修托夫（聲：小山剛志）
四大貴族之一加修托夫家的家主，有著一頭紅髮的中年男子。
認為女王能成為新王國統治者是靠自己等四大貴族之力才能上位，所以對女王不是很尊敬而顯得傲慢自大。

### 阿卡迪亞舊帝國
別貝特·巴爾特
阿卡迪亞舊帝國近衛騎士團長，五年前在莉姿夏爾蒂身上刻下舊帝國紋章的人，強化型泛用機龍——〈飛翔機龍X〉所有者。
在新王國勝利後投降並且就任警衛部隊隊長，但是實際上一直等著反叛的時機，被路克斯擊敗後在牢中遭海茲暗殺。
動畫版未登場，其設定由拉葛利多代替。
拉葛利多·富魯斯（聲：淺沼晉太郎）
政變後逃亡海布格共和國的叛亂軍總大將。典型的抱持著極度的男尊女卑思想的舊帝國貴族。強化型泛用機龍——〈飛翔機龍X〉所有者。
路克斯的哥哥阿貝爾·阿卡迪亞的好友。過去讓菲爾菲成為帝國殘酷實驗的主謀者。打算借用共和國的力量擊敗新王國後成為新皇帝好滿足自己的慾望。
在奪取帝都的計畫裡展開奇襲並大敗新王國軍，並利用遺跡的力量強化自己的機龍和路克斯交戰，但仍不敵路克斯而敗退。隨後與菲爾菲交手，並企圖以用角笛的力量控制對方，但因為菲爾菲已經對角笛產生抗性而再度慘敗。
動畫版中代替了別貝特的地位，成了在莉夏身上刻下紋章的人和擔任了意圖反叛的新王國警衛部隊隊長，使用角笛喚來大量幻神獸與反叛軍擊退了莉夏與騎士團，但敗給了使用了〈巴哈姆特〉的路克斯。
保澤里多被殺時，他在另一間牢房目睹了過程。以後得海茲所救而越獄，並同原作小說版般參與奪取帝都的計畫。結果仍不敵使計的路克斯而再度慘敗。

### 海布格共和國
海茲·薇·阿卡迪亞（聲：金元壽子）
海布格共和國的軍師。神裝機龍〈尼德霍格〉的使用者。
擁有舊帝國皇族特徵的銀髮，以及灰色與藍色眼瞳的少女，被弗基爾稱為第三公主殿下，但身為舊帝國皇族的路克斯卻完全對她沒印象。
曾以黑市商人的身分在各個國家活動，並與別貝特與保澤里多接觸，讓他們製造叛亂。兩人都失敗後則親自率領直屬部隊「地獄守門犬」上陣。
個性非常的高傲自大，手段異常的殘忍。是舊帝國時代進行殘酷的人體實驗的推動者，也是將菲爾菲作為實驗體投入終焉神獸寄生體的人，並使用著卑劣的計畫和路克斯戰鬥。
原因不明的對新王國抱持強烈的恨意，為了復仇而發動帝都奪還計畫。計劃部分一再受挫以後親自操縱〈尼德霍格〉出擊，但最後還是被路克斯等人給阻止。最後和莉夏單挑，並於戰鬥中被〈迪亞馬特〉的主武裝七頭龍首直擊而敗北。（動畫版中改為與路克斯聯手的莉夏交戰中，被巴哈姆特以神裝〈暴食〉擊敗）
是在遺跡「方舟」發掘的古文書中有記載的神聖阿卡迪亞皇國古代皇族成員之一。
桑妮雅·蕾密斯托（聲：M・A・O）
王立士官學園的三年級生。〈B-blood飛翔機龍〉的使用者。
將賽莉絲緹雅視為姐姐一般崇拜，反對身為男性的路克斯在王立士官學園就讀。但與賽莉絲不同，將路克斯逐出學園就是其目的。
實際上是海茲的部下「地獄守門犬」的其中一員，並被派到亞提斯瑪特新王國當間諜。在終焉神獸波賽冬襲擊學園時被愛理看穿其身分而表露出本性。
在奪取帝都的計畫最後被賽莉絲擊敗而被捕。
羅莎·葛蘭海多
海布格共和國的七龍騎聖，神裝機龍〈葛力尼奇〉的使用者。綽號「鋼鐵魔女」。被路克斯拯救後喜歡上路克斯。稱路克斯為「路克斯大人」
嘉蓮希雅·赫茲邁思
羅莎的輔佐官。邪惡之王的本尊藉由洗腦羅莎帶替自己被人民討厭後被路克斯視破。
蓋達夫·威以爾

### 優密爾教國
艾露堤莉澤·梅可雷雅（聲：大西沙織）
强化型泛用机龙——〈陆战机龙X〉所有者，恩芙爾克家的管家。为确认库露露席法的婚约进展而来到城塞都市。
一开始决定让保泽里多成为库露露席法的婚约者，在了解保泽里多的阴谋，以及见识到路克斯的实力之后，决定向家族推荐路克斯作为库露露席法的婚约者。
身为机龙使的实力可以进入优密尔教国前十的位置。
梅爾·姬薩托
優密爾教國的七龍騎聖，兼优密尔教导士官学校的首席，擁有「征伐者」之稱。
有著白金色秀发，个子娇小宛如孩童的少女，却有着大人般的成熟妖艳。
真正身份是優密爾教國大主教奧露菲爾的私生女。
被「龍匪賊」的隊長朵拉肯欺騙，以至於新仇舊恨下，對庫露露席法刀劍相交，甚至瀕臨暴走，最後被完全覺醒的庫露露席法擊敗。
視庫露露席法為勁敵，但後來還是讓庫露露席法擔任她的副手。
喜歡路克斯，所以也被庫露露席法視為「情敵」之一。
機龍：德萊格·格維伯（ドライグ・グヴィバー）
尼亞斯
優密爾教國現任教皇。
歐露菲爾
優密爾教國教皇的貼身助理。
是優密爾教國大主教，也是梅爾的生母。

### 梵海姆公國
格萊法·涅斯特
梵海姆公國的「七龍騎聖」的候補。
雖然總是嘴上不饒人，但路克斯曾表示其實很會照顧人。
柯萊爾·艾斯達
米爾特公主殿下的遠親。
真實身分是神聖阿卡迪亞皇國第二帝國皇女，愛莉爾·薇·阿卡迪亞。
經過洗禮後的能力改變右眼瞳色成綠色，能影響他人的認知。後來喜歡上路克斯並與之合作阻撓神聖阿卡迪亞ㄧ族。
米爾特·克蘿蒂爾
梵海姆公國的第三皇女。

### 布拉昆德王國
辛格倫·謝布里特
布拉昆德王國直屬「白嶺騎士團」的團長，「七龍騎聖」的副隊長。綽號「蒼藍暴君」。所持有的神裝機龍為「利維坦」
裝甲機龍被發現後逐漸嶄露頭角，並晉升至將軍一職，但由於本身的戰法過於殘酷而被國王剝奪騎士稱號並放逐。之後由於布拉昆德王國在戰禍中失去軍隊主力而再次被召回。
與弗基爾似乎有某種關係，對於路克斯非常感興趣。
小說第十一卷中與夜架決一死戰，暴露了自己與夜架同為接受洗禮之人的事實，對「遺跡」「大聖域」等名詞有比路克斯等人更深入的了解。
茲拜貝魯克·基姆雷
布拉昆德王國直屬「白嶺騎士團」的老騎士，辛格倫的輔佐官。
原為謝布里特家族聘請的家庭教師，在見識到辛格倫的才謀和手段後對他宣誓效忠。

### 神聖阿卡迪亞皇國
里絲媞卡·V·阿卡迪亞
存在於遺蹟之中的舊時代皇族。
神聖阿卡迪亞皇國的第一皇女，拥有银色长发的少女，自称是被“授予了神谕的巫女”。从沉睡中觉醒后，盛赞了弗基尔覆灭旧帝国的行为。完全信任弗基尔，并授命他进行各种活动。最後因為使用大聖域的能力不被弗基爾的天平所接受而死於弗基爾手中
愛莉爾·V·阿卡迪亞
存在於遺蹟之中的舊時代皇族，神聖阿卡迪亞皇國的第二皇女，與弗基爾等人是舊相識。似乎已潛入某國國內。與其姐相異，警戒著弗基爾所做的事，對於海茲更是不齒，立場偏向路克斯。
弗基爾·阿卡迪亞（Fugil Arcadia，聲：逢坂良太）
滅亡的阿卡迪亞帝國第一皇子。路克斯同父異母的哥哥。
五年之前与路克斯共同策划并执行了终结阿卡迪亚帝国腐败统治的计划。但他违背了原定的计划，在政变快结束的时候杀死了帝都中包括皇帝在内的所有皇族成员，以及所有帝国军机龙使（计划预定是要保证这些人的性命安全，以和平的方式结束政变）。然后他狠狠嘲弄了晚来一步的路克斯一番，之后便不知所踪。
在路克斯等人到里艾斯島集訓時再次出現，與海茲同一陣線，擁有奇怪的力量（被路克斯以巴哈姆特的機攻殼劍頂著喉嚨時，突然瞬移並拔出劍）。
曾拥有多架神装机龙，不过都被他以各种手段有意无意地交付给各个国家的要人。其中包括路克斯的「巴哈姆特」與莉姿夏爾蒂的「迪亞馬特」。
被甦醒後的神聖阿卡迪亞皇國的第一皇女稱讚為：「覆滅了阿卡迪亞帝國的『我的英雄』。」
蜜絲希斯·V·艾克思琺
跟隨弗基爾的藍法侍女。和庫露露席法一樣是「鑰匙管理者」。遭弗基爾殺掉
拉·可兒雪（聲：長繩麻理亞）
在遺跡〈方舟〉中沉眠的自動人形少女。〈方舟〉的領導者。
綠色頭髮，有着十一、二歲孩童般的稚嫩的軀體，穿着銀線禮裙。
稱呼庫露露席法為「管理者大人」。
艾爾·法婕拉（聲：木村珠莉）
在被桑尼雅等人稱為「奇琉璃」，遺跡〈巨兵〉中的自動人形少女及領導者。
長有鳥翅般的耳朵，穿着奇怪的服裝，並具備兩項特殊能力。
稱呼路克斯為「與創造主相抗的『反叛者』」。

### 龍匪賊
朵拉肯·美姬司托里
拜因·阿謝特斯
迪爾威·佛洛亞斯
新王國的武官。

### 馬卡法王國
瑪姬艾兒卡·詹·范弗利克
「七龍騎聖」的隊長，世界公認最強的機龍使，也是富可敵國的商會「范弗利克商會」的總會長。
蕾莉·愛格蘭姆的舊相識，在路克斯和庫璐璐席法前往優米爾教國時協助其他的女角以某種身分混進去。目前對於路克斯感到興趣，令蕾莉吐槽。
看上去雖然年輕貌美，但實際上年齡與蕾莉同年。是文武兼具、勇謀俱備的大小姐，菲爾菲的指導師父。

### 托基梅斯聯邦
蘇菲斯·瑟普提
托基梅斯聯邦的七龍騎聖，是鑰匙管理者的後代，曾利用第七遺跡【月】威脅，企圖抵達大聖域，後被路克斯等人阻止，喜歡路克斯。
兀兒庫·瑟普提
蘇菲斯的輔佐官和妹妹。

## 世界觀

### 國家
阿卡迪亞帝國
支配世界五分之一的強大國家。
政治腐敗，主要借由高壓統治人民。擁有非常強烈的男尊女卑觀念，男性贵族可以任意编造借口，绑架市民或贫民层少女，当作泄欲对象或是劳动力。
甚至贵族千金也不能幸免，而貴族女性被當成政略結婚道具和帝国军部挑选人体实验对象事情也經常發生。
因佔據了裝甲機龍的力量而使人們無法反抗，5年前因路克斯的協助而在亞提斯瑪特伯爵掀起政變中滅亡，殘黨多逃至周邊國家以尋求反叛的機會。
亞提斯瑪特新王國
阿卡迪亞帝國滅亡後建立的國家。
掀起政變的亞提斯瑪特伯爵在政变中受到重伤而逝世後，由姐姐羅菲成為女王。因為機龍使在政變時多數戰死，兵力並不強大。王權的影響力也很薄弱，需要靠著舊帝國時代的四大貴族來維持政權。
新王国随时面临着三种危机：一是政变之后潜伏的旧帝国叛军；二是不时会出没在遗迹的幻神兽；三是与别国针对遗迹调查活动本身的势力争夺。
海布格共和國
國力次於阿卡迪亞帝國的大國。
因為擔心阿卡迪亞帝國會威脅國土，因此積極招兵買馬。原本採用共和制，但目前權力多落入軍官手中。
旧帝国政变之际，逃亡他国的一名执政官携带涉及终焉神兽的旧帝国文书流亡，取得了该证据的海布格共和国便开始声讨新王国。
優密爾教國
北方的大國，是库露露席法·恩芙尔克的祖国。
以教皇為首、具有強烈信仰的國度。有著神與天使的傳承並視為崇拜對象。
政治與宗教儀式上由司教管理，軍事上則由神殿騎士團負責。
神圣阿卡迪亚皇国
在遗迹中发现的古书上，记载着与阿卡迪亚帝国持有相同名字的古代皇国。

### 遺跡
在世界上所發現的七處古代遺跡。從十多年前開始，從遺跡中發掘出的裝甲機龍就已是左右國力強弱的重要存在，但是因為遺跡內部有幻神獸的存在，所以遺跡的調查被禁止並受到嚴格的管理。在各國的協定下，「遺跡內部調查權」的資格，會以每隔幾個月舉辦一次機龍使模擬賽的方式來決定。
第一遺跡：塔
位於新王國境內的三座遺跡之一。在新王國西方的蘭格莉思公爵家的領地中。
第二遺跡：迷宮
位於梵海姆公國內的遺跡。是分為五層的地下遺跡都市。
第三遺跡：方舟
位於新王國境內的三座遺跡之一。是漂浮在新王國外海的巨大方舟，會依一定的週期四處移動。
第四遺跡：坑道
優密爾教國內的遺跡。是有如礦坑般的遺跡。年幼的庫露露席法正是在其中被發現。
第五遺跡：巨兵
海布格共和國內的遺跡。是巨大的裝甲兵，兩肩上有著炮口。
被投入到奪還帝都的計畫中而開始行動，並向新王國的王都進攻。
第六遺跡：箱庭
位於新王國境內的三座遺跡之一。位於王立士官學園所在的要塞城市附近。
第七遺跡：月
位置不明。小說第十一卷中被蘇菲斯等人挾持並以此將新王國作為人質

## 裝甲機龍
從遺跡中被挖掘而出，外型似龍、和機攻殼劍為一對的古代兵器，現今仍然無法解析，實質上可謂正體不明的兵器，然而裝甲機龍擁有的力量卻強大到無法以「正體不明」為理由將其棄之不用。
主要分為二種，一種是具有相同外觀且數量較多的泛用機龍；另一種則是以泛用機龍為原型獨特創造的史上稀有、不同造型僅此一架、具有被稱為『神裝』的特殊能力的「神裝機龍」。
近年的研究表明女性對裝甲機龍的適應性比男性強，不過在操縱上仍需要高強度的體能和技術，所以女性使用者的數量仍舊偏少。
為了保護駕駛者，裝甲機龍被限制了運轉出力。若是解析隱藏代碼的話就能行使機龍原本的能力「限界突破」，可以大幅度的提昇機龍的輸出功率已經隱藏的追加裝甲，但是因為力量太強而會對駕駛者造成龐大的身體負擔。

### 神裝機龍
巴哈姆特
路克斯所持有的黑色神裝機龍。飛翔型。沒有遠距武器的接近戰特化型。缺點是耗費極高，現階段除了路克斯外無人能操縱。
神裝為〈暴食〉，擁有壓縮強化的能力，能夠將前五秒的力量壓縮在後五秒加倍放出。此神裝的能力並不受限於種類，因此範用極廣，除了路克斯使用的「加速」以外也能用作強化攻擊與防禦，甚至透過接觸還能強化其他機龍的能力或是周遭的能量。曾用於強化四周空氣震動與對機龍單點強化導致暴走。
特殊武裝：烙印劍。為一把漆黑的大劍。
特殊武裝：共鳴波動。可以隔空移動、操作複數小型物體。（被暴食強化後可牽制住神裝機龍）
在里艾斯島面臨危機時，解除所有功率限制達成的「限界突破」，使神裝完全覺醒。覺醒後的巴哈姆特外型為多加了紅色線條，大劍增長而且劍身稍寬，並會追加裝甲和武裝，但因會過度消耗體力，一次僅能支持數分鐘，並且在使用之後就需要進行長期的休養。
詠唱文：顯現吧！吞噬眾神血肉的暴龍，斬開黑云之天，《巴哈姆特》
迪亞馬特
莉姿所持有的紅色機龍。飛翔型。高火力特化型。
神裝為〈天聲〉，以自身為中心展開範圍，在範圍內可操縱重力。
〈重力球〉是莉夏利用〈天聲〉開發出衍生技，將球體丟落到一個地方，其週遭的物品都會往球體移動至球體消失為止。
特殊武裝：七頭龍首。七管的巨大炮。其威力可殲滅幻神獸。
特殊武裝：空挺要塞。平時有四個，最多可達到十六個，本身具備推進力的鏟形遠距投擲武器，可自由操縱。
特殊武裝：超越裝甲。莉夏在愛理和庫露露席法的協助下對裝甲機龍的結構高度解析下的產物。能將泛用型機龍的裝甲覆蓋於迪雅瑪特之上，藉此強化機龍的能力。包括：
- 〈飛翔機龍·天翼〉：藉飛翔機龍強化迪亞瑪特的背翼，大幅提升機動力和機龍咆哮的威力。
- 〈陸戰機龍·烈爪〉：追加兩隻裝甲臂，前端還有鑚頭。
- 〈特裝機龍·衝角〉附加特裝機龍的特殊機能，配有干擾裝置妨礙探測。

詠唱文：覺醒吧！開闢之祖，以一己之力化為眾神王龍，《迪亞瑪特》
在莉姿長期研究之下已經解開隱藏代碼，可以使用「限界超越」，但是經過實驗後判定為不可能操縱而就此封印。
法夫納
庫露露席法所持有的水色機龍。飛翔型。機動力特化型。
神裝為〈財禍叡智〉，能夠預測一定距離內所發生未來的能力。
特殊武裝：凍息投射。可結凍命中部位的狙擊步槍。
特殊武裝：龍鱗裝盾。自動對敵人攻擊做出反應的，七個八角形的防禦型武裝。還可以用來將狙擊彈反彈，產生無死角的八方位攻擊。
與遺跡的書籍結合後，可以完全覺醒。神裝的第二隱蔽能力是〈炯眼〉，能力是看穿對手的真實情況並加以反制。
詠唱文：轉生吧！囚禁於財禍中的災厄巨龍，化為遍佈慾望的對等代價，《法夫納》
堤豐
菲爾菲所持有的紫色機龍。陸戰型。格鬥戰強化型。
神裝為〈無情果實〉，能夠將其他機龍的神裝無效化，並能放出讓機龍性能降低的波動。缺點是消耗極高，但菲爾菲擁有的幻神獸體質得以克服。
特殊武裝：龍咬縛鎖。可以從裝甲多處射出的捕縛系武器。也可咬住石塊當成流星錘使用。
特殊武裝: 龍咬爆火。用龍咬縛鎖抓住敵方機體，注入火焰引發爆炸的戰鬥方式。
B-Blood堤豐：菲爾菲幻神獸化後與堤豐結合，強化機龍。
詠唱文：始動吧！粉碎星辰，貫穿盡頭之弒神巨龍，露百頭利齒滅絕全能，《堤豐》
凜德龍蟲
賽莉絲所持有的金色機龍。飛翔型。因特殊武器關係為萬用型。
神裝為〈支配者神域〉，在施放的光芒範圍內能夠高速傳送物體，但有大小限制。
特殊武裝：雷光穿槍。發射電擊，命中的裝甲和武裝會受到麻痺十幾秒，並且會透過裝甲給駕駛員造成傷害。
特殊武裝：星光爆破。射出極限壓縮的光彈，數秒後在以其為中心的三百米內空間爆炸的，廣範圍、超高威力殲滅兵器。
詠唱文：降臨吧！繼承執政者血脈的王族之龍，身披狂風閃電飛舞於天際，《凜德龍蟲》
夜刀神
夜架所持有的漆黑色機龍。特裝型。
神裝為〈禁咒符號〉，擁有能短暫操控被它摸到的裝甲機龍的力量。
特殊武裝：空踏。能讓不具有飛行能力的特戰型的夜刀神實現空中滑行的內藏武裝。
〈蜘蛛絲〉線型特殊武裝，布下後能間接使用神裝〈禁咒符號〉
詠唱文：侵蝕吧！凶兆化身之屠殺蛇龍，展現節傲不遜的神之威能，《夜刀神》
艾基·達哈卡
保澤里多所持有的黑色機龍。陸戰型。火力強化型。已經被路克斯破壞到無法修復。
神裝為〈千變魔術〉，擁有奪取的能力，能奪取他人的神裝也能奪去駕馭者的體力。
特殊武裝：双头魔颚。两肩上连续输出的高火力兵器。
尼德霍格
海茲所持有的白色機龍，動畫設定成像是白色的巴哈姆特。飛翔型。沒有遠距武器的接近戰特化型。
神裝為〈切斷者〉，擁有連空間本身都能切斷的能力，但是有數量的限制。
特殊武裝：名稱不詳，外觀是雙刀刃。
庫耶列布什
葛萊法的神裝機龍。
神裝為〈光子潛行〉，擁有無敵化的能力，在發動神裝的數秒期間能彈開所有攻擊。
特殊武裝〈隱家真名〉，釋出特殊的金屬濃霧，能干擾雷達並遮蔽視野進行攻擊。
德萊格·格維伯
梅露·基扎魯特持有的銀黑色機龍，兩裝型。
具有飛空型和陸裝型兩種型態，前者可與飛翔機龍一樣進行空戰，後者則具有厚甲。
神裝為〈相剋天理〉，為操控溫度的能力，能改變氣象，產生結冰、解凍、制造幻象、霧、機龍功率下降等應用招式。主武器是一長一短的戰斧。
葛力尼奇
羅莎·葛蘭海多持有的神裝機龍。
神裝為〈煉獄機構〉，為改變形態的能力，暫時分解通常型態，意即能分解全身裝甲。甚至能搭配〈十二道鐵柵〉將擴充本身裝甲，連其他機龍碎裂的裝甲也能吸收。
特殊武裝：〈十二道鐵柵〉與〈欺瞞閃影〉。〈欺瞞閃影〉能產生幻影，且能在〈十二道鐵柵〉上產生自己的投影欺騙敵人，或製造假的人質以威脅對手。〈十二道鐵柵〉是飛翔機龍、陸戰機龍、特裝機龍各四架，能單體各別作為無人機操作，也能與神裝併用，作為零件裝配於本體，由此強化自身的力量。
詠唱文：奸惡的狡詐知媒，沉靜潛伏伺機偷襲，不知悔改的宿世之龍。
阿爾庫勒
嘉蓮希雅·赫茲邁斯的神裝機龍。
神裝〈黑翼覆〉能消除人的五感，創造完全封閉的結界。使用在武裝上則能產生直到攻擊命中前一刻都無法預測的效果。
弗栗多
蘇菲絲持有的鬱金色神裝機龍，武器是中型戰鎚，陸戰特化型。
神裝〈風之威光〉能操縱動作的軌道控制，意即對物體的移動軌跡和位置逕行干涉。
誕生自火焰者，乃忌諱之神，吞噬憎恨與理性超越吧！《弗栗多》
阿斯普
龍匪賊師團長朵拉肯持有的神裝機龍，特裝型。
神裝〈聖樂魔唱〉能模擬他人的聲音或曾經紀錄的音色，應用以模擬角笛的音色操縱幻神獸，或在戰鬥中偽造他人的聲音引起混亂，還有遠距傳聲（雙向）的功能。
巴西利斯克
龍匪賊師團長拜因持有的神裝機龍，陸戰特化型。
神裝〈石化障氣〉能釋出可以固化裝甲機龍的黏性氣體，可以封印敵方行動。
海德拉
龍匪賊師團長葛漢托持有的神裝機龍。
神裝〈神蝕毒素〉能將碰觸到裝甲或武裝的物體融合。

### 泛用機龍
飛翔機龍
飛翔型的泛用機龍。擁有飛翔能力與優秀機動性。
路克斯平常使用的是本機的改造型，為了和巴哈姆特的機體重量相當而特地強化了裝甲。
武裝：
機龍牙劍
障壁牙劍（為莉夏開發的特殊武器）
機龍氣槍
機龍爪刃
機龍息砲
龍尾綱線
障壁強化+追加裝甲（路克斯限定）
詠唱文：前來吧！象徵力量的紋章翼龍，遵從吾劍指引，展翅翱翔吧！《Wyvern》
陸戰機龍
陸戰型的泛用機龍。不具有飛行功能，主要用於近戰並擁有厚重裝甲。
武裝：
機龍牙劍
機龍氣槍
機龍爪刃
機龍息砲
龍尾綱線
詠唱文：命你前來，象徵不死之龍，化為連鎖的大地之牙，《陸戰機龍》
特戰機龍
特裝型的泛用機龍。不具有飛行功能且戰鬥性能較低，主要具備索敵、迷彩、支援、輔助、修復等特殊機能。
武裝：
機龍牙劍
機龍氣槍
機龍爪刃
機龍息砲
龍尾綱線
嵌合飛翔機龍
莉夏所開發的世界上第一架原創機龍，將兩種裝甲機龍組裝在一起後的成品，擁有一般機龍的50％以上的功率，不過必須要用兩把機攻殼劍進行二刀流操作，操作難度相當於神裝機龍。
詠唱文：降誕吧！天地對極之楔，貫穿者混沌之龍，《嵌合飛翔機龍》

### 機龍技巧
機龍使三大奧義
由路克斯在十二歲時發明的三種機龍使絕技。以操縱機龍時所使用的兩種控制方式「肉體制禦」與「精神制禦」加以配合而發展出來的技巧，但凡練成其中一種就足以稱為超一流的機龍使，但是因為難度極高，因此從舊帝國開始到新王國就一直被機龍使們當成傳說。
- 神速制御：將「肉體制御」與「精神制御」兩種指令同時使用，並且將其同調完全一體化，從而發出正常狀況無法使出的超高速攻擊。
- 強制超越：與神速制御相反。將「肉體制御」與「精神制御」兩種指令同時使用，但是卻將兩種操縱法朝著完全相反的方向操作，讓機龍產生錯亂人為性的引發機龍暴走，藉此擊出一般無法擊出的極限蓄力攻擊，但是如果無法完美控制幻創機核暴走時的力量流動，機龍就會完全失控，不但會將周圍一切都牽入甚至連機龍使都可能會喪命。
- 永久連環：一般而言機龍使在操縱機龍時能完成的連續指令有其極限存在，無論如何都會有著間隔與空隙，而此技則是為此而創。將「肉體制禦」與「精神制禦」兩種指令完全分開使用，在操作機龍時不斷切換「完全肉體制禦」與「完全精神制御」，藉此發動直到機龍使體力耗盡前都能持續的無限連續動作。

即擊
路克斯在操縱「巴哈姆特」時的獨門技巧。
在對手行動前的預備動作中看穿對手的行動，並且在對方行動的同時利用巴哈姆特的「暴食」實行超加速反擊將對手擊破的絕技。
重擊
賽莉絲緹雅在操縱「凜德龍蟲」時的獨門技巧。
利用凜德龍崇的瞬間移動能力同時對敵人在不同的方向發動遠、近兩種攻擊，是一種需要極嚴密計算時機才能辦到令對手無法防備的絕技。
交叉重擊
賽莉絲緹雅在操縱「凜德龍崇」時的獨門技巧。是在合宿時接受路克斯的建議而再次鑽研出來的技巧。
利用凜德龍崇的瞬間移動能力同時對敵人在相同方向發動遠、近兩種攻擊，不但強力而且與重擊相輔相成。
刻擊
切姬夜架的獨門技巧。
利用左眼的能力發動的攻擊，能夠潛入意識的空隙中發動攻擊，是一種令對手明明看見卻無法做出反應的絕技。
戰陣
由辛格倫獨創的技巧，透過調率整合機龍的神裝或功率調整，組合出的一套戰技。是一組可以稱為駕馭機龍精隨的絕技。
- 戰陣·流轉

在駕駛裝甲機龍的同時操控功率調整，將平時會自行應對危險而開啟的自動障壁功能關閉，在即將受到攻擊的瞬間以大功率瞬間手動開啟，藉由瞬間性的開啟障壁來大幅度提昇障壁的能力，能在瞬間形成幾乎能阻擋一切攻擊的防禦障壁。但是如果時機稍有誤差就會受到直擊，是一種可以稱為駕馭機龍精隨的絕技。
- 戰陣·劫火

在駕駛裝甲機龍的同時操控功率調整，在攻擊時將平時會自動分配給各部件的能量截斷，並且將所有能量集中在機龍劍上，在瞬間爆發出超乎常理威力的絕技。但是在集中的時候防禦與移動能力都會大幅下降，而且持續時間如果過久可能會造成武裝崩壞，是一種只能在瞬間使用的足以稱為駕馭機龍精隨的絕技。
- 戰陣·水月

藉由龍尾綱線接觸對方，藉此感知對方行動的技巧。
- 真戰陣劫火--蛟

與戰陣劫火的操作方式相同，和神裝機龍「利維坦」的神裝〈王權〉並用，即結合機龍能量與神裝的能量，並集結在一點的斬擊。射程達幾十公尺的純水刃，具備壓倒性的威力，甚至擊碎〈限界突破〉狀態下〈夜刀神〉的壁障。
- 真戰陣水月--網剪

透過人工降雨的反射聲感應周圍動靜，判斷機龍驅動聲掌握戰況。
- 真戰陣王土--土蜘蛛

以常態展開的水膜包覆裝甲，即隨時開啟分散攻擊力的防護膜。
- 真戰陣神威--惡路

以神裝〈王權〉與條律技能來操縱水流從背後推動自己，以提昇瞬間突刺能力的移動技巧。
銀閃·刨牙
暴擊
路克斯在習得戰陣技巧後所自創的技能，集結〈暴食〉與〈劫火〉後而成。
以〈劫火〉的技法將功率集中於大劍上攻破對方防禦，而在攻擊對方的瞬間將神裝〈暴食〉的能力附加在對方的機龍上，藉由把對手的局部性通過〈暴食〉強化來造成對方機龍的暴走，引發敵人自爆的技能。

## 幻神獸

### 石像鬼
第一集動畫出現的怪物，能夠高速飛行追逐目標，追逐男主角後被砲擊而滅亡。

### 終焉幻神獸
对应一座遗迹只存在一匹的，拥有着超乎寻常力量的七匹幻神兽。
拥有普通幻神兽无法比拟的巨大和力量，是传说级的怪物。

## 出版書籍

### 輕小說
| 卷數 | SB Creative                 | SB Creative                                                       | 青文出版社     | 青文出版社                                                       |
| 卷數 | 發售日期                    | ISBN                                                              | 發售日期       | ISBN                                                             |
| ---- | --------------------------- | ----------------------------------------------------------------- | -------------- | ---------------------------------------------------------------- |
| 1    | 2013年8月12日               | ISBN 978-4-7973-7466-7                                            | 2014年5月2日   | ISBN 978-986-356-032-6                                           |
| 2    | 2013年11月15日              | ISBN 978-4-7973-7551-0                                            | 2014年10月15日 | ISBN 978-986-356-161-3                                           |
| 3    | 2014年3月17日               | ISBN 978-4-7973-7613-5                                            | 2015年2月10日  | ISBN 978-986-356-203-0                                           |
| 4    | 2014年7月14日               | ISBN 978-4-7973-7682-1（通常版） ISBN 978-4-7973-7683-8（限定版） | 2015年7月11日  | ISBN 978-986-356-260-3（通常版） EAN 471-801-601-344-5（限定版） |
| 5    | 2014年12月13日              | ISBN 978-4-7973-7763-7                                            | 2015年11月13日 | ISBN 978-986-356-296-2                                           |
| 6    | 2015年6月12日               | ISBN 978-4-7973-8320-1                                            | 2016年1月30日  | ISBN 978-986-356-310-5                                           |
| 7    | 2015年10月14日              | ISBN 978-4-7973-8503-8                                            | 2016年6月29日  | ISBN 978-986-356-329-7                                           |
| 8    | 2016年1月14日               | ISBN 978-4-7973-8612-7                                            | 2016年10月25日 | ISBN 978-986-356-363-1（通常版） EAN 471-801-601-933-1（限定版） |
| 9    | 2016年3月12日 2016年3月15日 | ISBN 978-4-7973-8621-9（通常版） ISBN 978-4-7973-8620-2（限定版） | 2017年1月19日  | ISBN 978-986-356-392-1（通常版） EAN 471-801-602-126-6（限定版） |
| 10   | 2016年7月14日               | ISBN 978-4-7973-8624-0（通常版） ISBN 978-4-7973-8623-3（限定版） | 2017年5月4日   | ISBN 978-986-356-436-2                                           |
| 11   | 2016年11月15日              | ISBN 978-4-7973-8810-7                                            | 2017年11月2日  | ISBN 978-986-356-474-4                                           |
| 12   | 2017年4月15日               | ISBN 978-4-7973-8811-4                                            | 2018年6月11日  | ISBN 978-986-356-508-6                                           |
| 13   | 2017年9月15日               | ISBN 978-4-7973-9156-5                                            | 2018年11月15日 | ISBN 978-986-356-644-1                                           |
| 14   | 2017年12月15日              | ISBN 978-4-7973-9157-2                                            | 2019年4月15日  | ISBN 978-986-356-874-2                                           |
| 15   | 2018年5月15日               | ISBN 978-4-7973-9701-7                                            | 2020年5月11日  | ISBN 978-986-512-350-5                                           |
| 16   | 2018年9月15日               | ISBN 978-4-7973-9842-7                                            |                |                                                                  |
| 17   | 2019年2月28日               | ISBN 978-4-8156-0032-7                                            |                |                                                                  |
| 18   | 2019年6月17日               | ISBN 978-4-8156-0249-9                                            |                |                                                                  |
| 19   | 2019年11月14日              | ISBN 978-4-8156-0455-4                                            |                |                                                                  |
| 20   | 2020年8月6日                | ISBN 978-4-8156-0630-5                                            |                |                                                                  |

### 漫畫
| 集數 | 史克威爾艾尼克斯 | 史克威爾艾尼克斯       |
| 集數 | 發售日期         | ISBN                   |
| ---- | ---------------- | ---------------------- |
| 1    | 2014年12月12日   | ISBN 978-4-7575-4494-9 |
| 2    | 2015年6月12日    | ISBN 978-4-7575-4669-1 |
| 3    | 2015年10月14日   | ISBN 978-4-7575-4756-8 |
| 4    | 2016年1月13日    | ISBN 978-4-7575-4825-1 |
| 5    | 2016年3月11日    | ISBN 978-4-7575-4900-5 |
| 6    | 2016年7月13日    | ISBN 978-4-757-55055-1 |
| 7    | 2016年11月11日   | ISBN 978-4-757-55149-7 |
| 8    | 2017年4月13日    | ISBN 978-4-7575-5269-2 |
| 9    | 2017年9月13日    | ISBN 978-4-7575-5467-2 |
| 10   | 2018年1月12日    | ISBN 978-4-7575-5581-5 |
| 11   | 2018年5月11日    | ISBN 978-4-7575-5690-4 |

### 畫集
- GA文庫出版。
  - ，ISBN 978-4-7973-7640-1，2014年3月15日發售[4]。
- 青文文庫出版。
  - 《春日步插畫精選集》，EAN 4718016016941，2016年2月10日發售[5]。

## 電視動畫

### 製作人員
- 監督：安藤正臣
- 系列構成：柿原優子
- 角色設計、總作畫監督：黑澤桂子
- 美術設定：成田偉保
- 美術監督：根本邦明
- 色彩設計：竹川美緒
- 攝影監督：芹澤直樹
- 3DCG製作：Orange
- 音樂製作人：伊藤善之、吉江輝成
- 製片人：田中翔、長谷川和彥、宮崎誠司、深尾聰志、吉江輝成、吉田敦則、橫田真吾、柳村努
- 動畫製作人：比嘉勇二
- 動畫製作：Lerche
- 製作：最弱無敗製作委員會

### 主題曲
片頭曲「飛龍騎士（飛竜の騎士）」
作詞：唐澤美帆，作曲：（Arte Refact），編曲：酒井拓也（Arte Refact），主唱：TRUE
片尾曲
作詞：，作曲：佐佐木淳，編曲、主唱：nano.RIPE
第1話未使用。

### 各話列表
| 話數       | 標題                 | 劇本     | 分鏡               | 演出                 | 作畫監督                                                                 |
| ---------- | -------------------- | -------- | ------------------ | -------------------- | ------------------------------------------------------------------------ |
| episode 01 | 朱紅戰姬             | 柿原優子 | 安藤正臣           | 安藤正臣             | 黑澤桂子、桑原直子、成川多加志、森山雄治                                 |
| episode 02 | 最弱的機龍使         | 柿原優子 | 許平康、西片康人   | 江副仁美             | 廣瀨智仁、桑原直子、市川美帆、保村成、山內則康                           |
| episode 03 | 北方大小姐的婚約一事 | 柿原優子 | 矢花馨             | 矢花馨、千葉孝幸     | 木野隆宏、櫻井木之實、吉田肇、飯泉俊臣、kwon yong sang                   |
| episode 04 | 第六遺跡-箱庭-       | 金杉弘子 | 大原實             | 鈴木芳成             | 田津奈奈子、津熊健德、石田啟一、壽夢龍、杉浦英之                         |
| episode 05 | 少女的願望           | 中西泰博 | 島津裕行           | 成川多加志、野亦則行 | 桑原直子、森山雄治、伊賀和志、荻達魚、成川多加志                         |
| episode 06 | 最強歸來             | 西島雅也 | 松林唯人           | 藏本穗高             | 清水勝裕、外山陽介、山崎輝彥、藤田正幸、中島美子、齋藤香織、日高真由美   |
| episode 07 | 少女的真實           | 柿原優子 | 大原實             | 川西泰二             | 市川美帆、廣瀨智仁、田津奈奈子、粟井重記、齊藤和也、壽夢龍               |
| episode 08 | 幻神獸覺醒           | 金杉弘子 | 飯野誠             | 山下英美、川畑喬     | 伊藤麻由加、津熊健德、服部憲知、山內則康、桑原直子、成川多加志、網嵜涼子 |
| episode 09 | 約定                 | 中西泰博 | 大原實             | 野亦則行             | 森山雄治、石田啟一、飯飼一幸、市川美帆                                   |
| episode 10 | 少女們的報酬         | 中西泰博 | 明敏               | 鈴木芳成             | 成川多加志、廣瀨智仁、市川美帆、伊藤麻由加、桑原直子、津熊健德           |
| episode 11 | 帝國凶刃             | 金杉弘子 | 松林唯人、清水空翔 | 粟井重紀             | 、河村明夫、橋本正則、粟井重紀                                           |
| episode 12 | 少女的夙願           | 柿原優子 | 木野目優、安藤正臣 | 木野目優             | 桑原直子、成川多加志、森山雄治、市川美帆、伊藤麻由加、廣瀨智仁           |

### BD&DVD
| 卷數 | 發售日期      | 收錄話數        | 規格編號  | 規格編號  |
| 卷數 | 發售日期      | 收錄話數        | BD        | DVD       |
| ---- | ------------- | --------------- | --------- | --------- |
| 1    | 2016年3月23日 | 第1話 - 第2話   | MFXN-0037 | MFBN-0031 |
| 2    | 2016年4月27日 | 第3話 - 第4話   | MFXN-0038 | MFBN-0032 |
| 3    | 2016年5月25日 | 第5話 - 第6話   | MFXN-0039 | MFBN-0033 |
| 4    | 2016年6月24日 | 第7話 - 第8話   | MFXN-0040 | MFBN-0034 |
| 5    | 2016年7月27日 | 第9話 - 第10話  | MFXN-0041 | MFBN-0035 |
| 6    | 2016年8月24日 | 第11話 - 第12話 | MFXN-0042 | MFBN-0036 |

### 播放電視台
動畫於2016年1月11日在AT-X、TOKYO MX、KBS京都、SUN電視台、愛知電視台及BS11播放。

## 外部連結
- GA文庫「最弱無敗神裝機龍」特設網頁（日語）
- 最弱無敗神裝機龍 官方Twitter的X（前Twitter）（日語）
- 漫畫 最弱無敗神裝機龍 GANGAN ONLINE （页面存档备份，存于）（日語）
- 最弱無敗神裝機龍 電視動畫官網 （页面存档备份，存于）（日語）
- 電視動畫「最弱無敗神裝機龍」的X（前Twitter）（日語）